# Lac Jasybay
Le Lac Jasybay (russe : Джасыбай)  est un lac de l'oblys de Pavlodar au Kazakhstan. 

## Description
Le lac est situé dans le Parc national de Bayanaul .
Son eau est très claire et le gouvernement la protège en interdisant la circulation de véhicules motorisés sur le lac.